# روبرت، كونت كليرمون
روبرت، كونت كليرمون (بالفرنسية: Robert du Clermont)‏ (1256 - 7 فبراير 1317)، هو أبن لويس التاسع ملك فرنسا ومارغريت بروفانس، تم إنشاء له كونتية كليرمون منذ عام 1268، تزوج من بياتريس دي بورغندي وريثة بوربون، أنجبت له ستة أبناء من بينهم لويس الأول، دوق بوربون.